# Furushō Motoo
Furushō Motoo (古荘 幹郎 Cổ Trang Cán Lang) (sinh ngày 14 tháng 9 năm 1882 mất ngày 21 tháng 7 năm 1940), là một vị tướng của quân đội Đế quốc Nhật Bản, chỉ huy Tập đoàn quân 21 (Lục quân Đế quốc Nhật Bản) vào năm 1938, tham gia chiến dịch Quảng Châu.

## Tiểu sử
Sinh ra ở tỉnh Kumamoto, Furusho tham gia trường Quân sự dự bị khi còn trẻ, tốt nghiệp khóa 14 Trường Sĩ quan Lục quân (Đế quốc Nhật Bản) năm 1902. Năm sau, ông là trung úy hai trong lực lượng Vệ binh Hoàng gia. Ông tham gia trong cuộc chiến tranh Nga-Nhật, từ năm 1904- 1905, ông làm việc trong Trung đoàn bộ binh 4.
Sau chiến tranh, Furusho quay lại học tại trường Đại học Lục quân (Đế quốc Nhật Bản) và tốt nghiệp khóa 21 vào năm 1909. Sau khi tốt nghiệp, ông làm việc tại Bộ Tổng Tham mưu Lục quân Đế quốc Nhật Bản, và được gửi đến Đức với vai trò tùy viên quân sự. Ông là sĩ quan phụ tá của nguyên soái Yamagata Aritomo.
Từ năm 1921- 1923, ông là giảng viên trường Đại học Chiến tranh Quân đội, Furushō trở thành trưởng ban 1 (tổ chức và huy động), phòng 1 ở Bộ Tổng Tham mưu Lục quân Đế quốc Nhật Bản từ năm 1923- 1925. Sau đó, ông chỉ huy Trung đoàn Vệ binh Hoàng gia 2, ông làm việc với các lực lượng cận vệ hoàng gia lâu dài, từ năm 1925- 1927.
Từ năm 1927- 1928, ông làm ở Bộ Lục quân, được thăng lên Thiếu tướng và chỉ huy Lữ đoàn Bộ binh 2. Từ năm 1929- 1934, ông trở lại làm việc ở Bộ Tổng Tham mưu.
Năm 1933, ông lên chức Trung tướng và chỉ huy Sư đoàn 11 vào năm 1934.
Từ năm 1935- 1936, ông giữ chức thứ trưởng Bộ Lục quân. Năm 1936, Furusho trở thành trưởng Cục hàng không Quân đội, nhưng trong năm 1937, ông được bổ nhiệm làm Tư lệnh Đài Loan quân (Lục quân Đế quốc Nhật Bản).
Với sự bắt đầu cuộc chiến tranh Trung- Nhật lần thứ 2, Furusho điều đến Trung Quốc chỉ huy Tập đoàn quân 5.
Năm 1938, ông chỉ huy Quân đoàn 20. Đến cuối năm 1938, ông trở về Nhật Bản, được thăng chức Đại tướng và là thành viên của Hội đồng chiến tranh tối cao cho đến khi ông mất vào năm 1940. Mộ của ông đặt tại Nghĩa trang Tama, Fuchu, thành phố Tokyo.

### Sách
- Dorn, Frank (1974). The Sino-Japanese War, 1937-41: From Marco Polo Bridge to Pearl Harbor. MacMillan. isbn = 0025322001. {{Chú thích sách}}: Thiếu dấu sổ thẳng trong: |id= (trợ giúp)